# カインド・オブ・マジック
『カインド・オブ・マジック』(A Kind of Magic)は、イギリスのロックバンド、クイーンの12枚目のアルバムである。

## 解説
「前作までの険悪な雰囲気を、1985年のライヴエイド出演によって吹き飛ばした後に作ったアルバム」と、多くのメディアで説明づけられている。
元々、映画『ハイランダー 悪魔の戦士』のサウンドトラック用の曲をアルバム用に録音し直し、数曲を追加してアルバムとして発売。しかし、正式なアルバムではなく非公式のサウンドトラックとなっている。
また、クイーンが過去に映画『フラッシュ・ゴードン』のサウンドトラックであるサウンドトラックアルバムで成功しなかった反省から、サウンドトラックではなくクイーンのオリジナルアルバムにするという判断になったという。また、シングルカットの順番が、『ハイランダー 悪魔の戦士』公開前だったイギリスでは『カインド・オブ・マジック』からであるのに対し、既に『ハイランダー 悪魔の戦士』の公開が始まっていたアメリカでは「プリンシス・オブ・ザ・ユニヴァース」からであったなど、メディアミックスなセールス展開をしている。
ブライアン・メイいわく、当初は主題歌のオファーを断るつもりであったが、脚本と途中まで撮影されたフィルムを見せられて感動し、帰宅途中の自動車の中で「リヴ・フォーエヴァー」を思いついたという。

## サウンド
演奏やアレンジや音質から、中期といわれている前作のアルバム発表には近いながらも、後期としての円熟味も兼ね備えている。4人の作曲面での個性を、バンドの演奏力や編曲力でまとめられている。当初の録音風景の様子を撮影したビデオ作品によると、まだ若干のメンバー間の軋轢を残してはいるようだが、よりよい音楽を作るためにも見受けられ、フレディとロジャーがかなりの部分で主導的立場を取っていたようであった。

## コンサートツアー
このアルバムを引っ提げて行われたツアーである『Magic Tour』はクイーン史上最大のツアーとなった。ヨーロッパ各地のスタジアムや城などでライブを行い、全公演のチケットが即完売し、合計100万人以上の動員を記録するなど各地で成功を収めたが、このツアーはフレディが参加したクイーンとしては最後のツアーとなった。

## 発売日
- イギリス - 1986年6月2日
- 日本 - 1986年6月25日 (LP) / 1986年9月3日 (CD)

## 収録曲
特記がない限り、リード・ボーカルはフレディ・マーキュリー。
| #  | タイトル                                      | 作詞・作曲              | 時間 |
| -- | --------------------------------------------- | ----------------------- | ---- |
| 1. | 「ONE VISION -ひとつだけの世界-」(One Vision) | Queen                   | 5:11 |
| 2. | 「カインド・オブ・マジック」(A Kind of Magic) | Roger Taylor            | 4:24 |
| 3. | 「愛ある日々」(One Year of Love)              | John Deacon             | 4:28 |
| 4. | 「喜びへの道」(Pain Is So Close to Pleasure)  | Freddie Mercury, Deacon | 4:22 |
| 5. | 「心の絆」(Friends Will Be Friends)           | Mercury, Deacon         | 4:13 |

| #         | タイトル                                                        | 作詞・作曲 | リード・ボーカル | 時間  |
| --------- | --------------------------------------------------------------- | ---------- | ---------------- | ----- |
| 6.        | 「リヴ・フォーエヴァー」(Who Wants To Live Forever)             | Brian May  | Mercury, May     | 5:17  |
| 7.        | 「ギミ・ザ・プライズ」(Gimme the Prize)                         | May        |                  | 4:35  |
| 8.        | 「ドント・ルーズ・ユア・ヘッド」(Don't Lose Your Head)          | Taylor     | Mercury, Taylor  | 4:38  |
| 9.        | 「プリンシス・オブ・ザ・ユニヴァース」(Princes of the Universe) | Mercury    |                  | 3:34  |
| 合計時間: | 合計時間:                                                       | 合計時間:  | 合計時間:        | 40:40 |

| #         | タイトル                                                                                              | 作詞・作曲      | 時間  |
| --------- | --- | --------------- | ----- |
| 10.       | 「ア・カインド・オブ・ア・カインド・オブ・マジック」(A Kind of A Kind of Magic)                       | Taylor          | 3:38  |
| 11.       | 「フレンズ・ウィル・ビー・フレンズ・ウィル・ビー・フレンズ」(Friends Will Be Friends Will Be Friends) | Mercury, Deacon | 5:58  |
| 12.       | 「フォーエヴァー」(Forever)                                                                           | May             | 3:21  |
| 合計時間: | 合計時間:                                                                                             | 合計時間:       | 53:37 |

| #         | タイトル                                                                                         | 作詞   | 作曲・編曲 | 時間 |
| --------- | ------------------------------------------------------------------------------------------------ | ------ | ---------- | ---- |
| 10.       | 「フォーエヴァー」(Forever)                                                                      | May    | May        | 3:20 |
| 11.       | 「カインド・オブ・マジック (エクステンデッド・ヴァージョン)」(A Kind Of Magic (Extended Vision)) | Taylor | Taylor     | 6:23 |
| 合計時間: | 合計時間:                                                                                        | 50:23  |            |      |

| #         | タイトル | 作詞・作曲      | 時間  |
| --------- | --- | --------------- | ----- |
| 1.        | 「カインド・オブ・マジック (ハイランダー・ヴァージョン)」(A Kind of Magic (Highlander Version))                                                    | Taylor          | 4:23  |
| 2.        | 「ONE VISION -ひとつだけの世界- (シングル・ヴァージョン)」(One Vision (Single Version))                                                            | Queen           | 4:02  |
| 3.        | 「喜びへの道 (シングル・リミックス)」(Pain Is So Close to Pleasure (Single Remix))                                                                 | Mercury, Deacon | 3:59  |
| 4.        | 「フォーエヴァー」(Forever) | May             | 3:21  |
| 5.        | 「カインド・オブ・ヴィジョン (デモ 1985/8)」(A Kind of Vision (Demo, August 1985))                                                                 | Taylor          | 3:25  |
| 6.        | 「ONE VISION -ひとつだけの世界- (ライヴ・アット・ウェンブリー・スタジアム 1986/7/11)」(One Vision (Live At Wembley Stadium, London, 11 July 1986)) | Queen           | 5:15  |
| 7.        | 「フレンズ・ウィル・ビー・フレンズ・ウィル・ビー・フレンズ」(Friends Will Be Friends Will Be Friends)                                              | Mercury, Deacon | 5:59  |
| 合計時間: | 合計時間: | 合計時間:       | 30:24 |

| #   | タイトル                                         | 作詞 | 作曲・編曲 |
| --- | ------------------------------------------------ | ---- | ---------- |
| 8.  | 「One Vision」(Extended Promo Video/1985)        |      |            |
| 9.  | 「Princes of the Universe」(Closed-Captioned)    |      |            |
| 10. | 「A Kind Of Magic」(Live At Wembly Stadium/1986) |      |            |

## リイシュー
2001年に最新のリマスタリングを加え再発売、2011年には40周年記念として最新のリマスタリングが施され再発売された。

## 演奏
クイーン
- フレディ・マーキュリー – リードヴォーカル、コーラス、キーボード、サンプラー
- ブライアン・メイ – エレクトリックギター、コーラス、シンセサイザー、サンプラー、リードヴォーカル
- ロジャー・テイラー  – ドラムス、電子ドラム、コーラス、ドラムマシン、タンバリン、シンセサイザー
- ジョン・ディーコン – ベース、エレクトリックギター、シンセサイザー、サンプラー、ドラムマシン、コーラス

外部ミュージシャン
- スパイク・エドニー – キーボード
- ジョーン・アルマトレーディング – ヴォーカル
- スティーブ・グレゴリー – テナー・サクソフォーン
- リントン・ネイフ – ストリングスアレンジ
- ナショナル・フィルハーモニック管弦楽団 – ストリングス、ブラス、パーカッション